# Stefan Johansson (kierowca wyścigowy)
Stefan Nils Edwin Johansson (ur. 8 września 1956 w Växjö) – szwedzki kierowca wyścigowy.

## Kariera

### Początki kariery
Karierę zaczynał od kartingu. Pierwszy większy sukces odniósł wygrywając brytyjską serię Formuły 3 w 1980 roku. W tym samym czasie zadebiutował w Formule 1 w zespole Shadow. Pierwsze podejście do F1 zakończyło się jednak już po dwóch wyścigach do których Szwedowi nie udało się zakwalifikować. Przez dwa sezony startował w Formule 2 w której radził sobie całkiem nieźle. Zajął w niej czwarte (1981) i ósme miejsce (1982) wygrywając w sumie dwa wyścigi.

### Formuła 1
W 1983 powrócił do Formuły 1 w barwach zespołu Spirit w którym ścigał się też rok wcześniej w Formule 2. Kilka razy był bliski zdobyczy punktowych w słabym samochodzie co zaowocowało kontraktem z zespołem Tyrrell Racing. Dobre występy (m.in. 4 miejsce we Włoszech) sprawiły, że przeszedł do Ferrari. W 1985 zajął 2 drugie miejsca i zaliczył najszybsze okrążenie, a w klasyfikacji końcowej uplasował się na 7 pozycji. W 1986 zdobył swój drugi (ostatni w karierze) czas najszybszego okrążenia. Czterokrotnie kończył wyścig na 3 pozycji i w klasyfikacji kierowców zajął najwyższe w karierze 5 miejsce. Podpisał kontrakt z McLarenem. W następnym sezonie 5 razy stanął na podium, ale nie wygrał pojedynczego wyścigu, nie ruszał do żadnego z pole position, nie uzyskał najszybszego czasu pojedynczego okrążenia. 6 miejsce na koniec sezonu nie wystarczyło do przedłużenia kontraktu. Przeszedł do bardzo słabego Ligiera. Nie zdobył tam ani jednego punktu i znów musiał szukać nowego pracodawcy. Zatrudnił go zespół Onyx Grand Prix. W sezonie 1989 Johansson zdobył 6 punktów i jedno miejsce na podium. To nie zadowoliło szefów zespołu i w następnym roku w wyścigach pojawiał się rzadko. W 1991 był testerem Footwork. Był to jego ostatni sezon w F1.
W F1 nigdy nie wygrał, ani nie startował z pierwszego pola. 2 razy uzyskał najlepszy czas okrążenia, stał 12 razy na podium (4 razy na drugim miejscu, 8 razy na trzecim).

### Champ Car
W 1992 roku przeniósł się do Stanów Zjednoczonych i wystartował w serii CART w której ścigał się przez następne 4 lata. W latach 1993–1995 startował także w prestiżowym wyścigu Indianapolis 500.

### Inne serie
W trakcie kariery Johansson startował również w wyścigach samochodów sportowych, m.in. World Sportscar Championship (wygrał 2 wyścigi w tej serii), 12 Hours of Sebring (zwycięstwa w 1984 i 1997), a także w 24h Le Mans (zwycięstwo w 1997, oraz dwie wygrane w swojej klasie: 1992 i 2003).

### Właściciel zespołu
W 1997 roku, po zakończeniu startów w CART, Johansson założył zespół wyścigowy który startował w latach 1997-1999 w amerykańskiej serii Indy Lights. W 2000 roku we współpracy z biznesmenem Jimem Matthewsem stworzyli zespół Johansson-Matthews Racing startując z nim w serii American Le Mans Series. W kolejnym sezonie w ALMS jego zespół startował przy współpracy z zespołem Arena pod nazwą Johansson Motorsport/Arena Motorsport.
Po roku przerwy, w 2003 Szwed ponownie powrócił jako właściciel zespołu - tym razem w serii Champ Car, w której wystartował American Spirit Team Johansson z dwoma samochodami dla Jimmy'ego Vassera i Ryana Hunter-Reaya. Zespół był niedofinansowany i pomimo zwycięstwa podczas rundy w Australii, po jednym sezonie został rozwiązany.

## Wyniki w Indianapolis 500
| Rok  | Nadwozie | Silnik        | Start | Wynik | Uwagi |
| ---- | -------- | ------------- | ----- | ----- | ----- |
| 1993 | Penske   | Chevrolet     | 6     | 11    |       |
| 1994 | Penske   | Ilmor         | 27    | 15    |       |
| 1995 | Reynard  | Cosworth-Ford | 31    | 16    |       |